# Mingardo
Il Mingardo è un fiume della provincia di Salerno che nasce dal Gelbison e sfocia nel mar Tirreno nei pressi di Capo Palinuro. La lunghezza complessiva è di circa 38 km.
I comuni e le località che si affacciano sulla valle del Mingardo, in ordine dalla sorgente, sono: Rofrano, Montano Antilia, Laurito, Alfano, Roccagloriosa, Celle di Bulgheria e la sua frazione Poderia, San Severino (frazione di Centola).
La Commissione europea ha riconosciuto al fiume Mingardo e all'omonima valle la qualifica di Sito di Importanza Comunitaria (codice SIC IT8050013). Il sito ha complessivamente un'estensione di 16,38 km².

## Il corso del fiume
Il Mingardo nasce con il nome di fiume Faraone dal gruppo sorgivo Fistole del Faraone alle pendici del monte Raia del Pedale (1521 m), ha una portata media complessiva di circa 580 - 600 lt/s (di cui circa 180 lt/s vengono captate con un bottino di presa).
La portata del Faraone viene ingrossata dalle acque scendenti dal monte Faiatella e dal monte Pietra Alta e dal torrente Fosso di Pruno, che nasce dal monte Pruno e che taluni indicano erroneamente come il primo tratto del fiume Mingardo.
Congiungendosi nei pressi di Rofrano con il torrente Trave, il fiume Faraone assume definitivamente il nome di Mingardo.
Altri affluenti del Mingardo sono il torrente Utria, che confluisce da destra all'altezza di Laurito, e il torrente Serrapotamo, il suo affluente principale, che confluisce da destra nei pressi di San Severino.
Il corso del fiume taglia letteralmente il Monte Bulgheria, un grande massiccio calcareo che si estende dalla costa sino alle diramazioni dei rilievi appenninici interni. L'unità morfo-strutturale del massiccio ha comportato lo sviluppo di fenomeni carsici, che lungo il corso del Mingardo hanno portato alla formazione di imponenti forre. Tra esse sono note: 
- la Forra dell'Emmisi, gola scavata dal fiume alle porte di Rofrano;
- la Gola del Diavolo, profonda ed oscura forra su cui si affaccia il borgo medioevale di San Severino;
- la Gola della Tragara, detta anche Valle dell'Inferno, una larga gola a forma di V, profonda all'altezza di Celle di Bulgheria circa 700 metri, che prosegue sino quasi alla foce del fiume.

Il Mingardo sfocia nel Tirreno, costeggiando l'altura dove sorgeva l'antica città di Molpa. Sul lato destro dalla foce a pochi metri dalla costa emerge dal mare lo Scoglio del Monaco (noto anche come Scoglio Mingardo); sul lato sinistro della foce si incontra l'Arco Naturale, una falesia ad arco di natura calcarea, considerato uno dei monumenti naturali più famosi della Campania, che a causa del processo di consunzione molto avanzato rischia di scomparire in pochi decenni.
In estate l'area della foce, molto riparata dalle correnti marine, si trasforma in un improvvisato porticciolo turistico. Inoltre, utilizzando massi frangiflutti e sabbia di riporto e dragata dal fiume, sul lato sinistro della foce è stata creata una spiaggia artificiale, affollata dai bagnanti provenienti dai campeggi limitrofi. Questa spiaggia è detta Spiaggia della Marinella Mingardina o semplicemente Spiaggia del Mingardo.
Nelle vicinanze della foce si trova inoltre la Grotta delle Ossa, detta così per le pareti incrostate di ossa di uomini e di animali, risalenti all'epoca quaternaria.
Così nel 1860 il geografo Giuseppe De Luca descriveva il fiume Mingardo:
(Giuseppe De Luca, L'Italia Meridionale o l'antico reame delle Due Sicile, Stabilimento Tipografico dei Classici Italiani, Napoli, 1860)

## Qualità delle acque
Lungo il corso del Mingardo sono state collocate 5 stazioni di prelievo da parte dell'ARPAC (ARPA Campania):
- M1 - stazione collocata alla sorgente, in località Le Fistole
- M2 – stazione collocata a monte di Alfano, nei pressi del Ponte Torrente Faraone
- M3 – stazione collocata all'altezza di Laurito, nei pressi del Ponte Mancelli
- M4 – stazione collocata in località Isca delle Donne, nel comune di Celle di Bulgheria
- M5 – stazione collocata alla foce, all'altezza della SS 562

I dati ARPAC rilevati nel biennio 2001/2002 sullo stato delle acque del Mingardo riportano la seguente situazione:
- Alla sorgente la qualità delle acque è ottima, tipica di un ambiente non inquinato. La classe di qualità è I (il valore dell'IBE è 11).
- A monte di Alfano, il valore dell'IBE passa da 11 a 7 e la Classe di Qualità diventa III, cioè di ambiente inquinato.
- L'ambiente appare fortemente alterato sino a Celle di Bulgheria: l'IBE rimane ancora basso intorno a 7 e conseguentemente la Classe di Qualità diventa III. In estate con la diminuzione della portata, la situazione peggiora perché il fiume non riesce a diluire il carico inquinante.
- Alla foce, la Classe di Qualità migliora e passa da III a bassa II.

Secondo i dati ARPAC rilevati nel 2004, il fiume presenta solo alla stazione M3 di Ponte Mancelli (Laurito) la presenza di Escherichia coli e zinco superiori ai limiti consentiti.

## Fauna ittica
Lungo il corso fluviale vivono pesci che prediligono una corrente moderata, quali salmonidi e ciprinidi (principalmente carpe, rovelle e barbi).
Alla foce ciprinodontidi (in particolare il ciprinodontide nono), muggini, spigole e anguille.
Il Mingardo inoltre, insieme all'Alento, al Bussento, al Sele e al suo affluente Calore Lucano, al Calore Irpino e a pochi altri corsi minori (Alimenta, Tenza, Pietra-Sammaro, Fasanella), garantisce i requisiti minimi per la sopravvivenza della lontra europea in Campania.

## Vie di comunicazione
Il fondo valle del Mingardo è percorso dalla SS 562d, detta Mingardina, che da poco prima di San Severino scende sino alla strada statale panoramica SS 562 Palinuro-Marina di Camerota, che attraversa il Mingardo a circa 700 metri dalla foce. L'ultimo tratto di fiume è costeggiato sul lato nord dall'ultimo tratto di via Palorcio, strada comunale di Palinuro.
Nel punto in cui la panoramica attraversa il Mingardo, ha inizio il sentiero di S. Iconio, un antico sentiero che porta ai ruderi del cenobio di S. Iconio, fondato nel IX-X secolo dai monaci basiliani, quando scacciati dall'Epiro dalla furia delle lotte iconoclaste avutesi agli inizi dell'VIII secolo, trovarono rifugio in Cilento accolti dai Longobardi. Il sentiero attraversa la pineta di S. Iconio, una pineta spontanea di pino d'Aleppo da cui monaci e contadini estraevano la resina per ricavarne incenso e pece. La pineta si estende lungo la costa dalla foce del Mingardo sino a località Torre Ferone nei pressi di Marina di Camerota e si staglia fra rupi ricoperte di euforbie e ravvivate da fioriture di finocchio di mare, dall'endemica primula di Palinuro e dall'arisario, una pianta perenne che fiorisce tutto l'anno. A seguito della costruzione della statale SS 562, l'accesso attuale al sentiero è stato spostato rispetto all'originale ed oggi risulta molto ripido. Per il contenimento della terra sono utilizzati assi di legno e pali conficcati nel terreno. Nei punti di maggiore pendenza del sentiero sono realizzati degli scalini rustici utilizzando la pietra rinvenuta in loco.
Da Celle di Bulgheria la valle del Mingardo è percorsa anche da un'antica mulattiera, la Tragara (il termine "tragara" è la denominazione locale dei grandi massi che occasionalmente rotolano giù nella valle). Noto anche come Via del Sale o Via dei Briganti, il sentiero era anticamente utilizzato dai briganti ed oggi è frequentato da molti appassionati di trekking. A poca distanza dalla Tragara, si trova l'Epitaffio, un grande muro posizionato in direzione nord-sud.
La valle, poco a monte della confluenza del torrente Serrapotamo, è attraversata dal Viadotto Mingardo, viadotto a 16 campate, lungo complessivamente 720 m e largo 15,55 m. L'opera fa parte del tratto Futani-Centola, ultimo tratto di 10 km (10.079 m) inaugurato il 25 febbraio 2006 per il completamento della superstrada a scorrimento veloce SP 430 Agropoli-Sapri. La realizzazione del tratto Futani-Centola ha richiesto la creazione di altri quattro viadotti in direzione nord: il Viadotto Serrapotamo (630 m), il Viadotto La Bonifica (180 m), il Viadotto Mascale (270 m) e il Viadotto Lambro (540 m).
L'opera civile più spettacolare che attraversa la valle del Mingardo si trova all'altezza di San Severino: si tratta di un ponte ferroviario ad 8 arcate in mattoni rossi costruito nel 1929 dal regime fascista. Il ponte in muratura ha sostituito il vecchio ponte in travatura metallica a tre luci, costruito nel 1895 per l'apertura della linea ferroviaria Pisciotta–Castrocucco. Il ponte è un'opera di alta ingegneria, realizzata incassando la struttura nella parte più stretta del fiume Mingardo. La sua particolare collocazione gli permise di evitare anche i bombardamenti da parte degli aerei alleati, che più volte tentarono di distruggerlo prima dell'Armistizio. Il ponte è stato in esercizio fino al 1965, momento in cui vi è stata la dismissione della linea a un binario, con la realizzazione della nuova tratta che ha dirottato il traffico ferroviario sulla nuova struttura in cemento armato. Recentemente il ponte è stato dotato di un'idonea illuminazione, che la sera crea suggestivi giochi di luci e ombre tra le arcate. Attualmente il ponte viene utilizzato per iniziative nell'ambito della manifestazione giornata nazionale delle ferrovie dimenticate, giunta nel 2010 alla terza edizione.

## Leggenda
Il fiume Mingardo è il mitico Stige, che con il Lete, identificabile con il vicino fiume Lambro, è uno dei due fiumi infernali dell'Eneide, citati da Virgilio nel racconto della morte di Palinuro:
(Publio Virgilio Marone, Eneide)
Dalla valle del Mingardo prese spunto anche Dante per strutturare l'Inferno. Difatti sul lato sinistro della valle si trova una strada con i cosiddetti sette gironi.

## Episodi storici e curiosità
- La Valle del Mingardo è storicamente stata la via preferenziale per l'accesso all'entroterra del Cilento. In particolare, passarono da questa valle i soldati Bulgari, giunti una prima volta nel Cilento nel 553 a seguito del generale longobardo Narsete impegnato nella guerra gotica; nel 667, capeggiati dal condottiero Alcek, si stabilirono nel Ducato di Benevento al servizio del re longobardo Grimoaldo; infine, intorno al VIII-IX secolo, si spostarono nella zona del Monte Bulgheria (che dai Bulgari prende il nome) e, con gli abitanti locali, diedero vita ai borghi di Acquavena (frazione di Roccagloriosa) e Celle di Bulgheria.
- Sui dirupi della Gola del Diavolo nel 1075 venne ucciso in un'imboscata il longobardo Guido, descritto come "molt bel et molt vaillant en fait d'armes". Nel 1054 Guido divenne Conte di Policastro per volontà del Principe di Salerno Gisulfo II, che volle ricompensarlo del suo aiuto per ottenere il dominio del Principato. L'imboscata ha origine dalla contesa tra il conte Guido e Guimondo de Moulins (o Guimondo dei Mulsi), al quale era stato assegnato il territorio confinante e che avanzava pretese sul borgo di San Severino, sostenendo che doveva essere assegnato a lui. Per risolvere la controversia, i due nobili accettarono di sottoporsi all'arbitrato del principe di Capua. Per cui Guido si mise in viaggio per recarsi a Capua, ma mentre percorreva la gola del Mingardo fu aggredito e ucciso dagli sgherri di Guimondo.[13]
- A pochi metri dalla foce del fiume la spiaggia dell'Arco Naturale, che nel 1963 fu scelta dalla casa cinematografica Universal Studios per le riprese del colossal Gli Argonauti, diretto dal regista Don Chaffey e nel cui cast era presente l'attrice inglese Honor Blackman. Si tratta di una spiaggetta di pietrisco molto suggestiva per la presenza dell'arco roccioso ed in passato molto frequentata dai turisti, sino al 2007 quando per il crollo della facciata interna dell'arco le autorità hanno stabilito il divieto di accesso all'area per ragioni di sicurezza.